# Charles Seymour (2e baron Seymour de Trowbridge)
Charles Seymour, 2e baron Seymour de Trowbridge (c. 1621 – 25 août 1665) est le fils de Francis Seymour (1er baron Seymour de Trowbridge), auquel il succède dans la baronnie en 1664.

## Biographie
Il épouse d'abord, le 4 août 1632 Marie, fille de Thomas Smith de Soley dans Chilton Foliat, un village au nord-ouest de Hungerford. Le couple a une fille, Frances (1654-1716), qui épouse George Hungerford et a au moins six enfants,. Il se marie en secondes noces, en 1654, avec Elizabeth Alington (1635-1691), fille de William Alington (1er baron Alington) de Killard (14 mars 1610/1611 - octobre 1648); ils ont trois enfants.
Deux des fils de Charles, Francis Seymour (5e duc de Somerset) et Charles Seymour, deviennent Duc de Somerset, son père étant un frère cadet de William Seymour (2e duc de Somerset). Sa fille, Honora Seymour, épouse Charles Gerard, 3e baronnet. Charles Seymour est remplacé dans la baronnie par son fils aîné, Francis.

## Sources
- G. E. C. (G. E. Cokayne) Et Geoffrey H. Blanc, Complet Pairie ou Une histoire de la Chambre des Lords et de tous ses membres depuis les premiers temps, vol. XI, p. 641, Rue Sainte Catherine Press, 1949.